# Гілл (Вісконсин)
Гілл (англ. Hill) — місто (англ. town) в США, в окрузі Прайс штату Вісконсин. Населення — 366 осіб (2020).

## Демографія
Згідно з переписом 2010 року, у місті мешкали 333 особи в 142 домогосподарствах у складі 98 родин. Було 291 помешкання
Расовий склад населення:
| - 98,8 % — білих - 0,9 % — корінних американців - 0,3 % — азіатів |

До двох чи більше рас належало 0,0 %. Частка іспаномовних становила 0,0 % від усіх жителів.
За віковим діапазоном населення розподілялося таким чином: 22,5 % — особи молодші 18 років, 57,7 % — особи у віці 18—64 років, 19,8 % — особи у віці 65 років та старші. Медіана віку мешканця становила 48,6 року. На 100 осіб жіночої статі у місті припадало 108,1 чоловіків;  на 100 жінок у віці від 18 років та старших — 101,6 чоловіків також старших 18 років.
Середній дохід на одне домашнє господарство  становив 58 566 доларів США (медіана — 49 583), а середній дохід на одну сім'ю — 58 267 доларів (медіана — 50 417). Медіана доходів становила 48 750 доларів для чоловіків та 37 500 доларів для жінок. За межею бідності перебувало 8,1 % осіб, у тому числі 9,2 % дітей у віці до 18 років та 5,0 % осіб у віці 65 років та старших.
Цивільне працевлаштоване населення становило 156 осіб. Основні галузі зайнятості: виробництво — 32,7 %, освіта, охорона здоров'я та соціальна допомога — 21,8 %, будівництво — 10,9 %, транспорт — 8,3 %.